# 浅草キッド (お笑いコンビ)
浅草キッド（あさくさキッド）は、水道橋博士と玉袋筋太郎の2人が1987年に結成した日本の漫才コンビ。
株式会社TAP（旧：オフィス北野）に所属していたが、2020年に玉袋筋太郎が自主退社。別々の事務所になるが、グループは存続しており解散はしていない。

## メンバー
- 水道橋博士（すいどうばし はかせ）【本名:小野 正芳〈おの まさよし〉　1962年8月18日（62歳） - 】
- 玉袋筋太郎（たまぶくろ すじたろう）【本名:赤江 祐一〈あかえ ゆういち〉1967年6月22日（57歳） - 】

## 概略
元々彼らはビートたけしの追っかけをしていた。たけしは、テレビ番組で「浅草キッドとはたけし軍団に入る前の頃の方が多く会話をした」と述べている。
1986年、毎週『ビートたけしのオールナイトニッポン』終了後にスクーターで追跡し、ビートたけしに弟子入り志願を繰り返すも成就しない日々が続いた。同じように、レギュラーの志願者が5、6名集まった所で顔を覚えられたダンカンの発案で「ぷらぷらしてるならたけし城に出てみろ」と機会を貰い、たけし城に一般参加者に混じって出演していた（入門ではなくあくまでたけし城に出る機会を得たのみ）。
この頃、自ら志願し浅草フランス座に修行中であった大阪百万円を通じ、当時の支配人が「もっと若い奴がいるならうちで修行させないか」とたけしに打診する。軍団セピアを中心に浅草フランス座での修行を促すが、これを全員拒絶。まとまった人数にならず困ったたけしは、以前からいる弟子入り志願者を思い出し、たけし城のロケ中に呼び出し「ぷらぷらしてるなら浅草に行け」と強制的に6名を住み込み前提でフランス座行きを言い渡す。その際、これらのメンバーに東京キッドブラザースを揶揄した「浅草キッドブラザース」と命名した。この年末にフライデー襲撃事件が発生するも、これをテレビのニュース番組で知ることになる。この時ビートたけしは浅草キッドブラザースに対し「もうやめて俺から離れていいぞ」と軍団メンバーに連絡させている。
1987年には昼はストリップ劇場、夜は支配人が経営するスナックに駆り出され、ろくに睡眠も取れなかった。さらには賃金もまともに支払われず、メンバーは次々に脱落。玉袋の86kgあった体重が3か月で58kgに減るほど過酷だった。この状況を打開するため、博士と玉袋は自ら「浅草キッド」を名乗り、岡山には内緒でフランス座業務を抜け出しコント赤信号の渡辺正行が当時主催していた「新人コント大会」にコンビで出演を試みる。しかし、依然厳しい状況に耐えかねた博士は、たけしに土下座をし「お願いですから浅草から引き上げさせて下さい」と懇願。やむを得ないと考えたたけしは、支配人に連絡し、全員をフランス座から引き上げさせる。その後博士と玉袋は、たけし城にのみ出演しながらコンビ活動を継続。ライブハウスでバナナパワーらにも出演をし、精力的に活動を行う。
1989年、渋谷109スタジオで初の単独ライブを行う。1990年には、たけしの口利きで、高田文夫が構成作家を務めるテレビ朝日の番組『ザ・テレビ演芸』の「飛び出せ笑いのニュースター10週勝ち抜きシリーズ」に出場。10週勝ち抜き、第5代目（最後の）チャンピオンになる。そして、1991年にはテレビ東京の番組『ナベさんミッちゃんのまねまね天国!』で5週勝ち抜いてチャンピオンになるなど、全て高田文夫の後ろ盾があったにせよ、若手の実力派として認められるようになり、ラジオ番組『オールナイトニッポン』の月曜第2部を担当。『オールナイトニッポン』のコーナーから生まれた書籍「言わんのバカクイズ」は、70万部のベストセラーとなった。
翌1992年には、テレビ東京の番組『浅草橋ヤング洋品店』などに出演し、人気を集めた。芸人の江頭2:50、芸人以外ではファッションデザイナーの中野裕通、料理人の周富徳・周富輝兄弟や金萬福、宮路年雄社長（城南電機）、石井秀忠医院長（大塚美容外科）などの魅力を主にレポーターとして引き出す。
1996年10月に、博士が道路交通法違反容疑で書類送検されたことにより、玉袋ともども半年間の芸能活動を自粛。事件は、玉袋が『笑っていいとも!』で免許証を拡大コピーしたものを見せながら「警察に挑戦している」と喋ったことが発端だが、法律上取り締まられるのは博士だけだった。復帰後に初めて担当したバラエティ番組『未来ナース』で、料理研究家の鈴木その子を売り出す、この頃はAVにも出演している。
1998年に、二代目「ツービート」をビートきよしのみの承認で襲名、さらにはキヨシと組んで「スリービート」を結成したが、キヨシのバカラ賭博容疑でご破算に。一度はたけしから破門を言い渡されるが、返上し謝罪、元の鞘に収まる。その当時の通称は『自称・ツービート（元・浅草キッド）』であった。たけしは「B&Bに話をつけてやるから二代目『B&BEAT』なら名乗ってもいい」と譲歩案も出している。実際に、スリービートとして営業の仕事を入れた矢先の逮捕だった、と2人は語っている。
2人共大の格闘技の愛好者で、1999年にはテレビ東京の格闘技番組『格闘コロシアム』の司会を担当。その後も、2002年4月からは、田代まさしの後を継いでフジテレビの格闘技番組『SRS』の司会や、2000年からフジテレビで放送されていた『PRIDE』中継にもリポーターとして出演した。
2001年からは、TBSテレビ深夜の番組『週刊アサ秘ジャーナル』に出演。毎回、大物政治家をゲストに呼び、政治記者なみのリサーチによるガチな質問と、政治家の人間性を引き出す巧みなインタビューで、人気を博した。
2005年からは、テレビ朝日深夜の番組『草野☆キッド』に草野仁と共演。
2人の合作によりライターとしても活躍しており、雑誌のコラムや書き下ろし単行本などを執筆。特に、2004年に著した『お笑い男の星座2』は大宅壮一ノンフィクション賞にノミネートされ、ノンフィクション作家としても評価を受けた。
「本物の漫才は舞台でのみ行う、寄席に来た客だけが浅草キッドの漫才が見られる」と称しており、放送などで演じられている芸（や掛け合い）は、漫才とは別の演目という位置づけで一線を引いている。
2020年、玉袋が株式会社TAP（旧：オフィス北野）を自主退社しフリーとなり、コンビとしての活動は休止状態にある。玉袋は、「浅草キッド」は実質的な「解散状態」あるいは「無期限活動停止中」としている。2022年時点では「浅草キッド」の冠が付いた仕事は、週刊アサヒ芸能連載の『浅草キッドの週刊アサヒ芸能人』だけになっていた。水道橋・玉袋それぞれは名前の前に「浅草キッド」をつけて名乗っており、少なくとも自己紹介の名目上ではコンビが存続している　。
2024年10月10日、浅草キッドとしてトークライブ『10月×10日 【キッドリターン】〜アサヒ芸能人トークライブin浅草フランス座』開催された。これは上記の『浅草キッドの週刊アサヒ芸能人』が32年間の長期連載を経て終了した際、二人と関係者で話し合ったところ、8年振りに浅草キッドとして舞台にたつことが決まった。今後の活動としては2027年に玉袋が還暦、水道橋が65歳を迎えた際には垢抜けた漫才ができるであろうと「時限的な解散」（活動休止）を宣言した。

## 交流関係
- 師匠・たけしと軍団の面々の下で鍛えられた2人は、先輩後輩を問わずどんな人間とも絡めるオールラウンダーに成長し、芸人はおろか、政治家・格闘家・文化人と絡めた。
- さらに、電気グルーヴとは、芸人・ミュージシャンの垣根を超えた深い友情を育み、電気の武道館ライブの前座を務めた事もある。2人が独身時代の頃は、ピエール瀧と足繁くピンクサロンに通っていた事も。両者のジョイントライヴ『2階からぎょー虫ぶらさげおじさん』ではふたりが電気の楽曲「Because」を歌ったり、電気の演奏中に登場して自らの頭髪を刈るといったパフォーマンスを魅せた。また、同じくナゴムレコード出身の大槻ケンヂ、電気・大槻と共にニッポン放送でラジオ番組を持っていた頃からの付き合いの伊集院光も共演機会も多かった。
- 関西で長年放送されており、カルト的人気を誇る朝日放送ラジオの深夜番組『誠のサイキック青年団』にも古くから関わっており、レギュラー出演者の北野誠、竹内義和、板井昭浩らとの親交も特に深かった。
- 2005年に『ジャンクSPORTS』に出演するまで、ダウンタウンとは全く共演した事がなかったが、これがきっかけとなり徐々に共演が増加。『ダウンタウンDX』や『人志松本のすべらない話』（博士のみ）『人志松本の○○な話』等で共演を果たした。
- 自らの主催ライブ「浅草お兄さん会」には若手芸人を起用し、過去にU字工事、東京ダイナマイト、マキタスポーツ等が出演していた。特に東京ダイナマイトとは師弟関係を結んでいたが、東京ダイナマイトのオフィス北野退社時に関係を解消。

## カツラKGB
カツラKGB（かつらケージービー）とは、浅草キッドが創設した秘密組織。世の中に「カツラをガンガンばらす」の頭文字を取ったもので、旧ソ連の諜報組織ではない。
かなり以前より舞台等でその活動が報告されていたが、その存在が一般に知られるようになったのは『中井正広のブラックバラエティ』からであった。
芸能人や有名人がカツラを着けているかを調査し、公開することを活動としていた。
目的としてはカツラ着用をコンタクトレンズやアクセサリーの様なカジュアルな物にしたいという思いから発足したものであるとしている。
芸能界の潜入捜査として1999年頃、水道橋博士自身が髪を剃り、カツラを着用していたことがあり、他のカツラを使用している芸能人の反応を伺っていた。

## 出演
個別での出演は、水道橋博士#出演、玉袋筋太郎#出演を参照のこと。

### テレビ番組
- 浅草キッドの「浅草キッド」（パーフェクト・チョイス） - 2002年4月26日放送
- 浅草キッドの海賊男（パーフェクト・チョイス）
- 浅草橋ヤング洋品店（テレビ東京）
- 北野ファンクラブ（フジテレビ）
- たまにはキンゴロー（フジテレビ）
- 夜鳴き弁天（フジテレビ）
- ピロピロ（フジテレビ）
- チャンネル北野（フジテレビ721）
- キス・ミス・チック／キスミスチック'96（中京テレビ）
- クイズ!バーチャQ（テレビ朝日）[5]
- リングの魂（テレビ朝日）
- まっ昼ま王!!（テレビ朝日、1994年10月7日 - 1995年1月6日）
- 草野☆キッド（テレビ朝日、2005年4月5日 - 2009年9月29日）
- CSでゲーム!（朝日ニュースター） - 1998年放送。
- たけし親方の全国ニッカポッカ選手権 - コーナー司会
- 2時ワクッ!（関西テレビ） - 木曜担当
- チャンスの殿堂!（TBS）
- 未来ナース（TBS）[5]
- エクスプレス（TBS）
- ランキンコロシアム（テレビ東京）
- 完売地下劇場（テレビ朝日）
- 虎の門（テレビ朝日）[5]
- たけし・所のWA風がきた!（テレビ朝日）
- 火の玉スポーツ列伝!（テレビ東京）
- SRS（フジテレビ）
- 中井正広のブラックバラエティ（日本テレビ） - 準レギュラー。なぜか「カツラKGB」としての出演が多い。
- パワーバンク（日本テレビ）
- 魔界潜入!怪奇心霊（秘）ファイル（テレビ朝日） - 夏季恒例放送。
- 浅草キッド時事魂!（BS-TBS）
- 浅草映画研究会（ 洋画★シネフィル・イマジカ）
- TokYo,Boy（TOKYO MX） - 不定期に出演。
- タモリ倶楽部（テレビ朝日） - 不定期に出演(それぞれ単独の場合もあり)[5]。「浅草キッドが教える真のラーメン道」の回は2人も本名で構成に参加。
- 別冊アサ秘ジャーナル（TBS、2010年4月 - 2019年9月）[5]
- 新感覚医療エンタメ・総合診療医ドクターG（NHK総合、2010年7月 - 2017年9月）
- ビートたけしの絶対見ちゃいけないTV（TBS）
- はじめてのたけし（BSスカパー）

### ラジオ番組
- 浅草キッドのすっぽんぽん（TBSラジオ、1990年4月～1991年3月）
- 余談タイムズ（TBSラジオ）
- 浅草キッドの社会の窓（TBSラジオ、2001年10月～2002年3月）
- 浅草キッドのスポーツBOMBER!（TBSラジオ、2002年10月～2003年3月） - 土曜担当
- 伊集院光 日曜日の秘密基地（TBSラジオ） - 2ヶ月に1回程度、日曜ゼミナール コーナーにゲスト講師として出演。なお番組後期は年の最後の放送に出演して一年間のニュースを振り返るのが恒例となっていた。日曜ゼミナール最終回にも出演。
- 北野誠の世紀の雑談（TBSラジオ）- 不定期ゲスト
- 全国おとな電話相談室（TBSラジオ）
- 腹よじれAGOHAZUSHI連盟（ニッポン放送、1989年10月～1990年3月）
- 浅草キッドのオールナイトニッポン（ニッポン放送、1991年10月～1992年3月） - 月曜2部を担当
- 浅草キッドの土曜メキ突撃!ちんちん電車!（ニッポン放送、1992年4月～1993年3月）
- 浅草キッドの奇跡を呼ぶラジオ（ニッポン放送、1993年4月～1994年10月）
- ABCラジオパラダイス（朝日放送、1991年10月～1992年9月） - 火曜担当
- 誠のサイキック青年団（朝日放送）不定期ゲスト
- 浅草キッドのRADIO@WEB（AIR-G'）
- 街でいちばんの男〜ビートニクラジオ（TOKYO FM）

### コマーシャル
- ツーショット (カゴメ、1990) 初のコマーシャル出演。[注 5]
- “お中元”ポスター(パルコ、1992)
- S&B 5/8チップ (ヱスビー食品、1994-1997)
- オートバックス
- ボールド(洗剤)(P&G、2007)[6]

### インターネット
- ヨーロピアンポーカーツアー 2007（GyaO）

## 映画
- 浅草キッドの浅草キッド(2002年)
- すてごろ 梶原三兄弟激動昭和史(2003年)
- あゝ!一軒家プロレス（2004年・ソフト・オン・デマンド）

## 連載
- 浅草キッドの週刊アサヒ芸能人（アサヒ芸能：徳間書店）

## 受賞歴
- 1990年 - 『ザ・テレビ演芸』（テレビ朝日） チャンピオン
- 1991年 - 第1回高田文夫杯争奪OWARAIゴールドラッシュ 優勝

## 著書
- 浅草キッドの言わんのバカクイズ みるみるうちにひっかかる! ニッポン放送「浅草キッドの奇跡を呼ぶラジオ」ニッポン放送出版,  文庫 1992/10/1
- 浅草キッドの芸能界地獄の問題集 プラザ 1992/11/1
- 浅草キッドの言わんのバカクイズ 2 ひっかかる人はいい人だ!!  ニッポン放送出版, 文庫 – 1993/7/1
- 浅草橋ダイナマイト日記 白夜書房, 1994.6
- 浅草キッドのバカ丼 徳間書店, 1994.5
- 浅草キッドの言わんのバカクイズ ニッポン放送「浅草キッドの土曜メキ突撃!ちんちん電車!」 ニッポン放送プロジェクト, 1996.5
- 大芸能人（山田美保子との共著） 徳間書店, 1998.7
- その子の花園カリスマスタイルブック（鈴木その子との共著） ぶんか社, 1999.12
- みんな悩んで大きくなった! ぶんか社, 1999.3
- プロレスlove論（ターザン山本との共著） 東邦出版, 2001.2
- お笑い男の星座 文藝春秋, 2001.1  のち『お笑い男の星座　芸能私闘編』として文庫
- 浅草キッドのお笑いアサヒ芸能人advanced 徳間書店, 2002.5
- アサ(秘)ジャーナル 新潮社, 2002.8
- 発掘 ロッキング・オン, 2002.4
- お笑い男の星座2(私情最強編) 文藝春秋, 2003.7　のち文庫
- 濃厚民族 スコラマガジン, 2003.10
- 浅草映画研究会 中条省平との共著　廣済堂出版 2009/12/23
- キッドのもと 学研プラス 2010/9/8　のち、ちくま文庫